# Dorfkirche Dreska

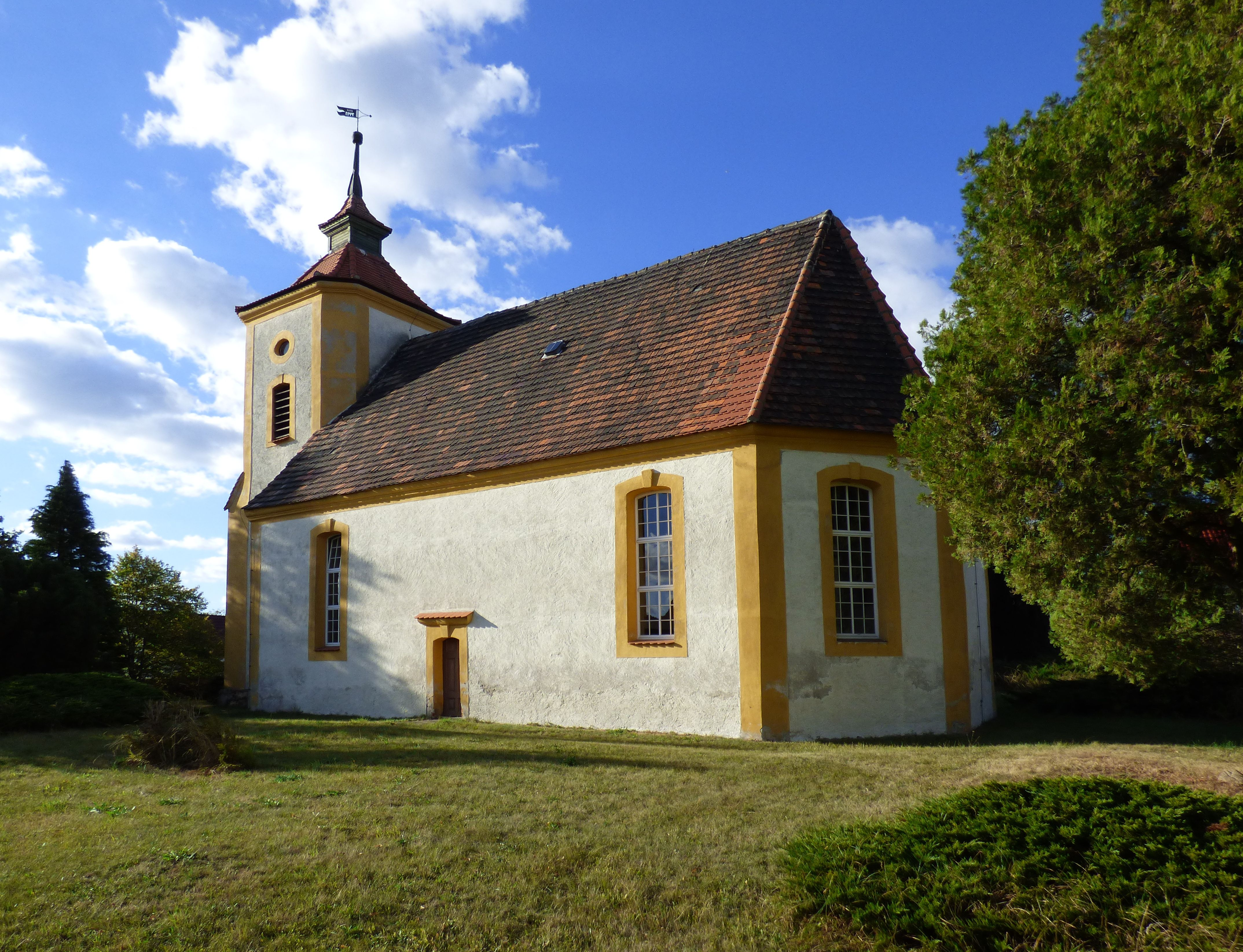
Dorfkirche Dreska

Die evangelische Dorfkirche Dreska ist ein denkmalgeschütztes Kirchengebäude im Ortsteil Dreska in der Gemeinde Hohenleipisch im südbrandenburgischen Landkreis Elbe-Elster. Die Kirche befindet sich auf einer kleinen Anhöhe im Ortszentrum, umgeben vom einstigen Dreskaer Ortsfriedhof.

## Geschichte
Dreska hatte ursprünglich vermutlich bereits seit Anfang des 16. Jahrhunderts eine Kapelle, die als Filiale zum Kirchspiel Elsterwerda gehörte. Im Jahre 1598 wurden hier auch die Dörfer Kraupa und Krauschütz eingepfarrt. Krauschütz kam allerdings bald wieder zu Elsterwerda.
Im Jahre 1741 wurde auf dem Dorfplatz schließlich die heutige Kirche errichtet. 1797 folgten dann am Bauwerk wahrscheinlich Um- oder Erweiterungsarbeiten.
Nach der Wende wurde die Dreskaer Kirche Anfang der 1990er-Jahre mit Hilfe von Förder- und Spendengeldern zum Teil restauriert. Neben einer neuen Kirchturmspitze erhielt sie unter anderem einen neuen Anstrich. Später folgte dann auch eine Sanierung der inschriftlich aus dem Jahre 1840 stammenden Friedhofsmauer.
Mit Beginn des Jahres 1999 wurde die Filiale Dreska aufgelöst. Während Kraupa fortan zu Elsterwerda zählte, ging Dreska im zum Kirchspiel Plessa gehörenden Hohenleipisch auf. In der Gegenwart gehören zum, dem Kirchenkreis Bad Liebenwerda zugehörigen Kirchspiel Plessa, neben Plessa und Dreska die Orte Kahla, Hohenleipisch, Döllingen und Gorden. Dieses wird allerdings gegenwärtig vom Pfarramt Elsterwerda mitverwaltet.

## Architektur und Ausstattung (Auswahl)
Der verputzte Saalbau hat einen dreiseitigen Ostschluss aus dem 18. Jahrhundert. Westlich des Kirchenschiffs schließt sich ein rechteckiger Turm mit einem ins Oktogonale übergehendem Oberteil, quadratischer Haube und Wetterfahne an.
Das Innere der Kirche ist von einer Putzdecke und einer Hufeisenempore geprägt, deren Bemalung aus dem Jahre 1935 stammt. Der Kanzelaltar stammt inschriftlich aus dem Jahre 1744.
Während das Orgelprospekt aus dem 18. Jahrhundert stammt, wurde die heute in der Kirche vorhandene Orgel um 1880 von der Giengener Orgelmanufaktur Gebr. Link geschaffen. Das lange Zeit reparaturbedürftige Instrument verfügt über eine mechanische Schleiflade, ein Manual und sieben Register. Im Jahre 2017 erfolgte eine umfassende Instandsetzung und Reinigung durch den Moritzburger Orgelbaubetrieb Rühle.
Des Weiteren befinden sich im Glockenturm der Kirche vier Glocken.

## Grabmäler
Die Dreskaer Kirche ist vom ehemaligen Ortsfriedhof umgeben, auf dem sich allerdings nur noch wenige Gräber befinden. Die letzten Beerdigungen fanden hier in den 1990er-Jahren statt.
In unmittelbarer Nachbarschaft befindet sich westlich der Kirche ein Gefallenendenkmal in Form einer Stele mit der aufgesetzten krönenden Figur eines Adlers zu Ehren der im Ersten und Zweiten Weltkrieg gefallenen Dorfbewohner.